# Кубок мира по самбо 1985
Кубок мира по самбо 1985 года прошёл в городе Сан-Себастьян (Испания) 22 сентября.

## Медалисты
| Весовая категория | Золото                        | Серебро                       | Бронза                      |
| ----------------- | ----------------------------- | ----------------------------- | --------------------------- |
| до 48 кг          | Нурислам Халлиулин · СССР     | Х. Байярсайман · Монголия     | Димитар Димитров · Болгария |
| до 52 кг          | Гурген Тутхалян · СССР        | Д. Тегче · Монголия           | И. Тодоров · Болгария       |
| до 57 кг          | Талгат Байшулаков · СССР      | Георгий Юсев · Болгария       | З. Батусхид · Монголия      |
| до 62 кг          | С. Приходько · СССР           | Н. Крастев · Болгария         | Э. Аррильяга · Испания      |
| до 68 кг          | Евгений Есин · СССР           | Галдангийн Жамсран · Монголия | Хорхе Боканегра · Испания   |
| до 74 кг          | Эркин Халиков · СССР          | Ж. Бадрахм · Монголия         | Стоян Начев · Болгария      |
| до 82 кг          | З. Дэлгэрдалай · Монголия     | Магомед Рамазанов · СССР      | Жулен Идаррета · Испания    |
| до 90 кг          | Одвогийн Балжинням · Монголия | Анатолий Яковлев · СССР       | Ц. Гочев · Болгария         |
| до 100 кг         | Геннадий Малёнкин · СССР      | Митко Стоянов · Болгария      | Б. Бат-Эрдэнэ · Монголия    |
| свыше 100 кг      | Владислав Ратов · СССР        | Б. Хатбатор · Монголия        | Н. Динев · Болгария         |